# Межборный сельсовет
Межбо́рный сельсовет — муниципальное образование со статусом сельского поселения в составе Притобольного района Курганской области.
Административный центр — село Межборное.

## История
В соответствии с Законом Курганской области от 6 июля 2004 года № 419 сельсовет наделён статусом сельского поселения.

## Население
| 1989 | 2002  | 2004  | 2010 | 2012 | 2013 | 2014 |
| ---- | ----- | ----- | ---- | ---- | ---- | ---- |
| 1173 | ↘1139 | ↗1217 | ↘952 | ↘926 | →926 | ↗943 |
| 2015 | 2016  | 2017  | 2018 | 2019 | 2020 |      |
| ↘917 | ↘894  | ↘876  | ↘872 | ↘827 | ↘816 |      |

## Состав сельского поселения
| № | Населённый пункт | Тип населённого пункта       | Население |
| - | ---------------- | ---------------------------- | --------- |
| 1 | Межборное        | село, административный центр | ↘816      |